# سیارک ۱۰۱۴۳
سیارک ۱۰۱۴۳ (به انگلیسی: 10143 Kamogawa، نامگذاری:1994AP1) ده هزار و صد و چهل و سومین سیارک کشف شده‌است که در ۸ ژانویه ۱۹۹۴ کشف شد.
قدر مطلق سیارک برابر ۱۲٫۳۰ است.